# Edifício Conde de Ferreira (Lagos)
O Edifício Conde de Ferreira, originalmente denominado de Escola da Praça D'Armas, é um edifício histórico na cidade de  Lagos, em Portugal. Originalmente construído para servir como uma escola primária, passou a ser a sede da Sociedade Filarmónica Lacobrigense 1.º de Maio em 1994.

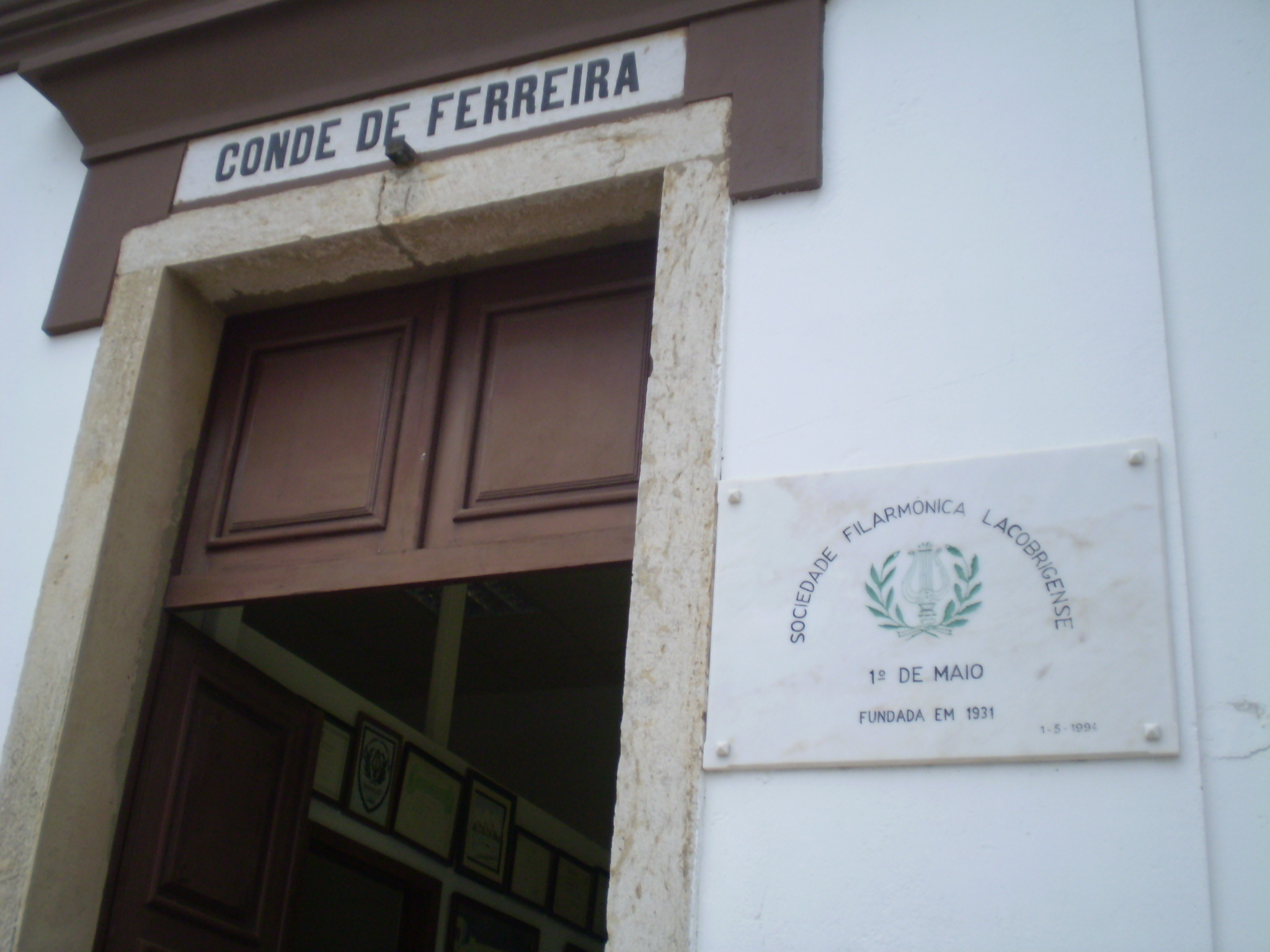
Pormenor da placa relativa à Sociedade Filarmónica, junto à entrada principal.

## Descrição
O imóvel apresenta uma traça revivalista, possuindo uma planta longitudinal de forma rectangular, com apenas o piso térreo. A fachada principal, de um só pano, está rasgada por uma porta central ladeada por duas janelas, com a inscrição Conde de Ferreira em cima da porta. A fachada é rematada por uma platibanda em cantaria, com uma torre sineira de frontão triangular no topo, em cuja base foi colocada a data de 24 de Março de 1866. Na fachada frontal também foram colocadas duas placas comemorativas, correspondentes às obras de restauro na Década de 1970 e à instalação da Sociedade Filarmónica em 1994. Ambas as fachadas laterais são rasgadas por quatro janelas, enquanto que a fachada traseira possui uma porta axial ladeada por duas janelas, terminado num frontão triangular.
O edifício está situado num pequeno espaço aberto, conhecido como Praça de Armas ou Praça João de Deus, no centro histórico de Lagos.

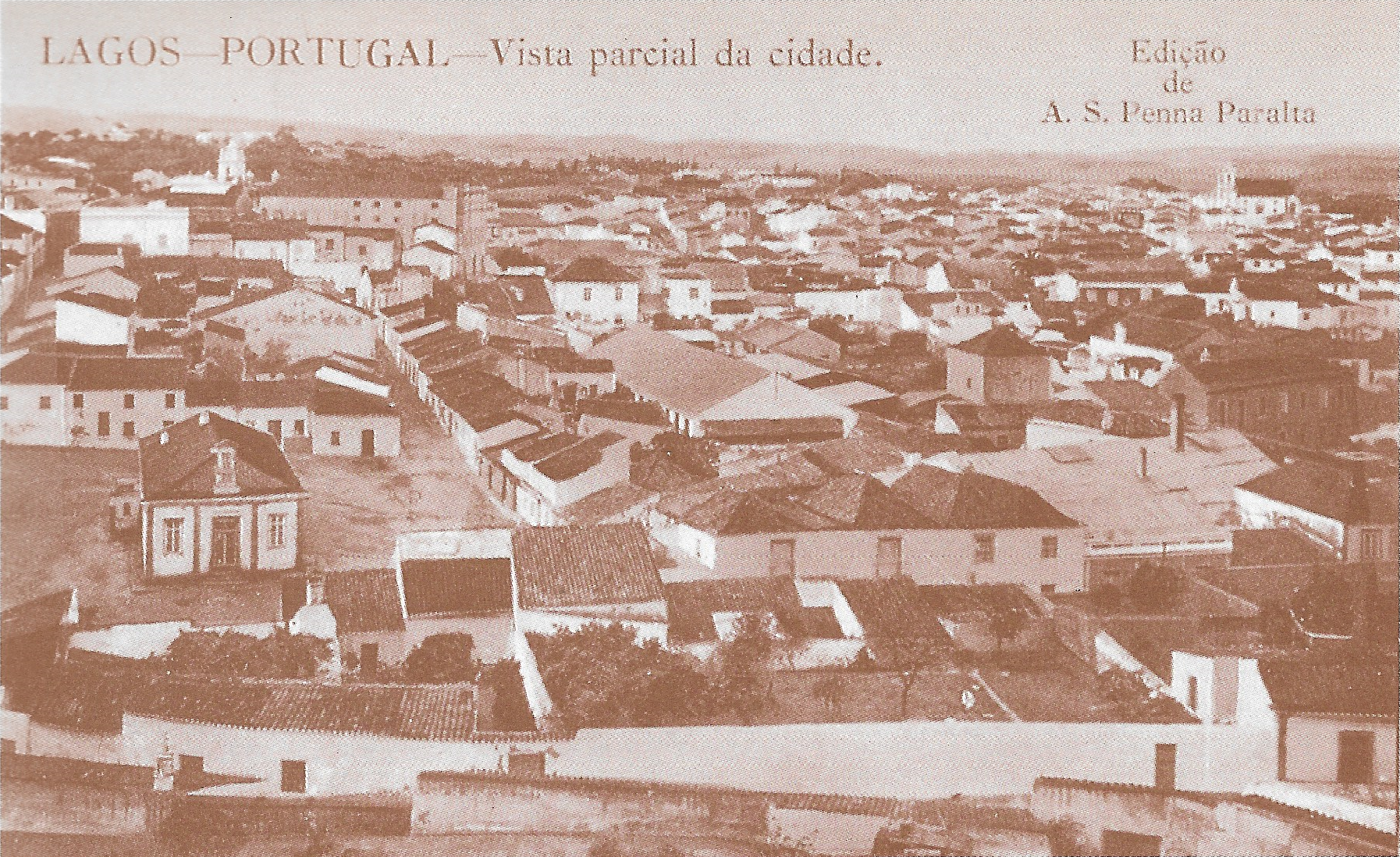
Postal dos princípios do Século XX, vendo-se à esquerda a Escola Conde de Ferreira, e mais acima o antigo Convento de Nossa Senhora do Carmo.

## História
O Conde de Ferreira, Joaquim Ferreira dos Santos, foi um dos maiores impulsionadores do ensino primário em Portugal, tendo deixado no seu testamento, em 1866, avultadas somas para a construção de 120 escolas nas sedes dos concelhos. De forma a reduzir os custos, foi criado um modelo uniforme, delineado de forma a ser ao mesmo tempo funcional e fácil de identificar, que foi aplicado em cerca de noventa escolas, enquanto que nos edifícios maiores utilizou-se uma solução geminada. Foi o primeiro modelo criado de origem para um edifício desta tipologia em Portugal, tendo sido aplicado na maior parte das instituições escolares no país, no século XIX. Segundo este modelo, igualmente utilizado em Lagos, a escola deveria constar de um só edifício, de linhas depuradas, com um terreiro nas traseiras, onde ficava a residência do professor. A fachada principal era rasgada por uma porta axial, ladeada por janelas, e rematada por um frontão triangular com sineira. Nalguns casos, as duas janelas correspondiam a duas salas de aulas distintas, uma para o sexo masculino e outra para o feminino.
O estabelecimento de Lagos foi inaugurado em 23 de Agosto de 1868, tendo sido possivelmente o primeiro dos estabelecimentos de ensino do Conde de Ferreira a entrar em funcionamento. Foi construído no local da antiga Praça de Armas do Castelo de Lagos, junto a uma porta nas muralhas, estando originalmente ali situado um edifício para o armazenamento de armas.
Funcionou como escola do Ensino Primário até aos inícios dos anos 70, tendo sido alvo de obras de restauro durante essa década, que levaram a várias modificações, tanto no exterior como no interior. Em 1994, passou a ser a sede da Sociedade Filarmónica Lacobrigense 1.º de Maio. Porém, devido às suas reduzidas dimensões, o edifício revelou-se insuficiente para as necessidades daquela instituição, pelo que foram propostas várias localizações alternativas para a sede, mas sem sucesso. Numa entrevista ao presidente da Sociedade Filarmónica em 2021, estava «prevista a requalificação nesta zona da Praça D'Armas, que em princípio, passará pelo alargamento das nossas instalações».
Em 8 de Junho de 2010, foi iniciado o processo para a classificação do edifício, por iniciativa particular, mas a proposta foi arquivada no dia 29 desse mês, por se considerar que o imóvel não tinha valor nacional, tendo o despacho de arquivamento sido emitido no dia seguinte, pelo director do Instituto de Gestão do Património Arquitectónico e Arqueológico.

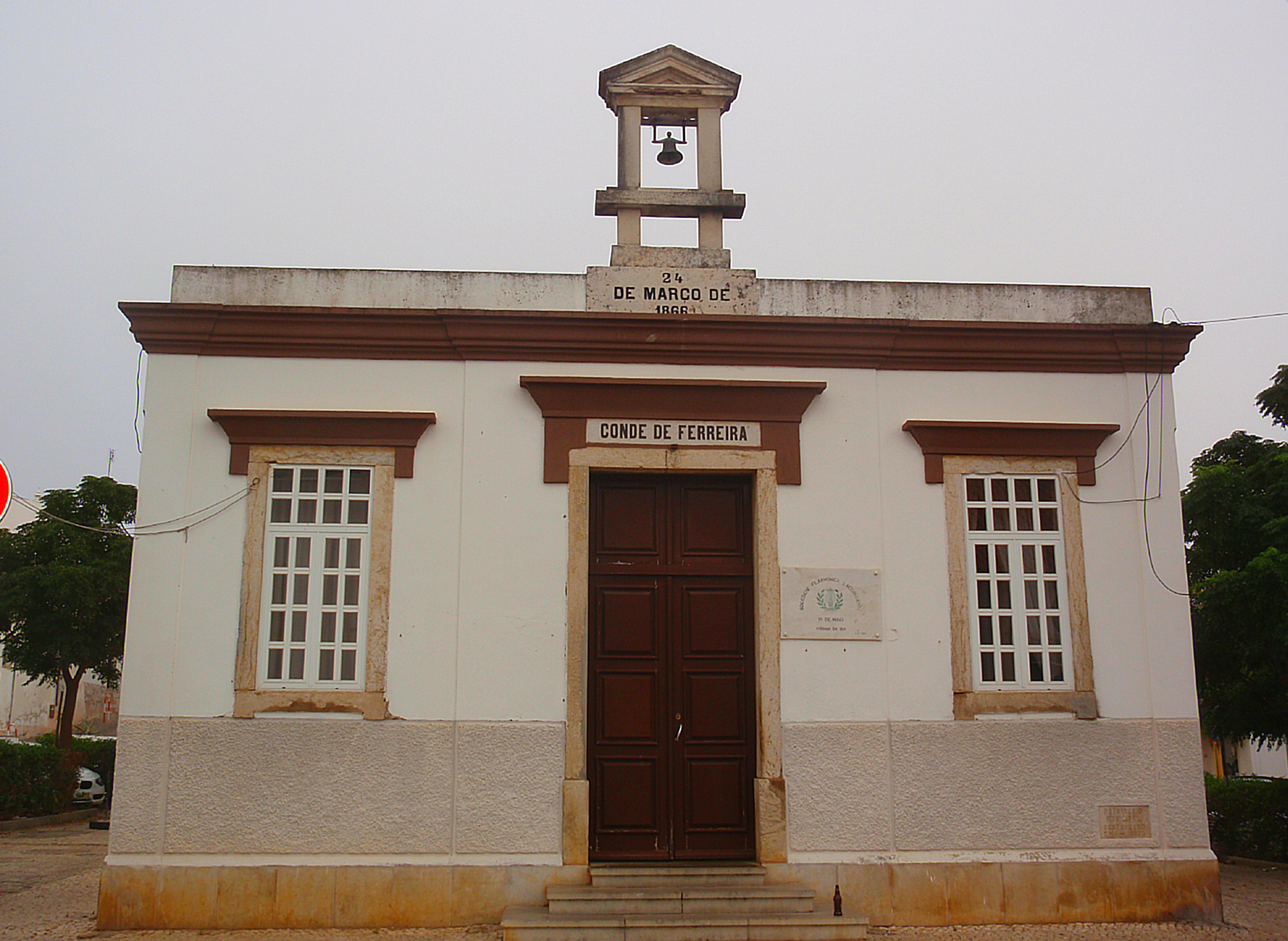
Fachada principal do edifício, em 2014.